# 楊真操
楊真操（ようしんそう）とは、雅楽における琵琶の曲の一つ。
楊貴妃が作曲し、玄宗 (唐)に鼓を打たせて本人がよく演奏したとされる。
啄木、流泉と並んで、藤原貞敏が唐で学んで日本へ伝えたとされる琵琶の三秘曲に数えられる。